# می‌تونید بیاید بیرون
می‌تونید بیاید بیرون (به انگلیسی: Olly olly oxen free) یک تکیه کلام مورد استفاده در بازی کودکان از قبیل قایم باشک است که بازیکنانی که پنهان شده‌اند می‌توانند از جای مخفی شدنشان بیرون بیایند بدون اینکه بازی را ببازند، یا به دلیل تغییر فرد بازی یا اتمام بازی.